# Медвежья (приток Большой Каменки)
Медвежья — река в Луганской области Украины, правый приток Большой Каменки (приток Северского Донца).
Вместе с реками Малая Каменка, Тёплая, Деревечка, Дуванная входит в число крупнейших притоков Большой Каменки.
Данный гидроним лежит в основе по меньшей мере одного уникального топонима Луганской области (см. список населённых пунктов ниже).
Речная система: Медвежья → Большая Каменка → Северский Донец → Дон → Азовское море.

## Населённые пункты
- Кленовый (исток в окрестностях)
- Медвежанка
- Великий Лог (устье в черте населённого пункта)